# Allein
Allein – miejscowość i gmina we Włoszech, w regionie Dolina Aosty, w dolinie Valle del Gran San Bernardo w Alpach Pennińskich.
Według danych na styczeń 2009 gminę zamieszkiwało 261 osób przy gęstości zaludnienia 32,5 os./1 km².